# Coventry Climax
Coventry Climax — британский производитель вилочных погрузчиков, пожарных насосов, гоночных и других специализированных двигателей.

## История

### До Первой мировой войны
Компания была основана в 1903 году как Lee Stroyer Г. Пелэмом Ли и Йенсом Стройером, бывшими работниками Daimler. В 1905 Стройер покинул компанию и Пелэм Ли переименовал компанию в Coventry-Simplex и переехал в Ковентри. Он увидел возможность зайти на рынок поршневых двигателей.
Одним из первых пользователей была компания GWK, которая выпустила более 1000 легковых автомобилей с двухцилиндровыми двигателями Coventry-Simplex в период с 1911 по 1915 год. Незадолго до Первой мировой войны на первый автомобиль Aston Martin Лайонел Мартин установил 1,4-литровый четырехцилиндровый двигатель Coventry-Simplex на шасси 1908 года от «Изотта-Фраскини». Также двигатели Coventry-Simplex устанавливались на трактора использующихся Эрнестом Шеклтоном в Имперской трансантарктической экспедиции в 1914 году.
Во время Первой мировой войны были изготовлены сотни двигателей Coventry-Simplex для использования в генераторных установках для прожекторов.

### После Первой мировой войны
После Первой мировой войны компания переехала на Ист-стрит, Ковентри, и стала называться Coventry Climax Engines Ltd.
На протяжении 1920-х и 1930-х годов компания поставляла двигатели многим компаниям, производящим легковые автомобили, таким как Swift, Clyno, Triumph, Morgan, Standard, Marendaz, Crossley и др.
С закрытием Swift в 1931 году компания осталась с запасом двигателей, которые были переделаны для привода электрогенераторов, в области, в которой у них был опыт создания прожекторных генераторов времен Первой мировой войны. Они также начали производить насосы с приводом от двигателя и устанавливать их на прицепе в качестве мобильного пожарного устройства, что должно было стать большим успехом. Экономические проблемы 1930-х годов сильно ударили по бизнесу, и Леонард Пелэм Ли, который перенял управление у своего отца, создал отдельное подразделение компании для пожарных насосов. В то время как бизнес по производству автомобильных двигателей пострадал во время рецессии, подразделение мобильных пожарных насосов Coventry Climax стало большим успехом, особенно в конце 1930-х годов.
Другая диверсификация была в коммерческих транспортных средствах двигателей. Это началось в 1929 году с запуска большого (5,8 литра) шестицилиндрового бензинового двигателя с боковым расположением клапанов, предназначенного для автобусов и грузовиков, в 1931 году последовал шестицилиндровый 6,8-литровый бензиновый двигатель со смешанным расположением клапанов, и четырехцилиндровый двигатель в 1932 году. Примерами транспортных средств, использующие эти двигатели служат мусоровоз Karrier Bantam 1932 года и туристический автобус Gilford Motors CF176 1935 года.

### После Второй мировой войны

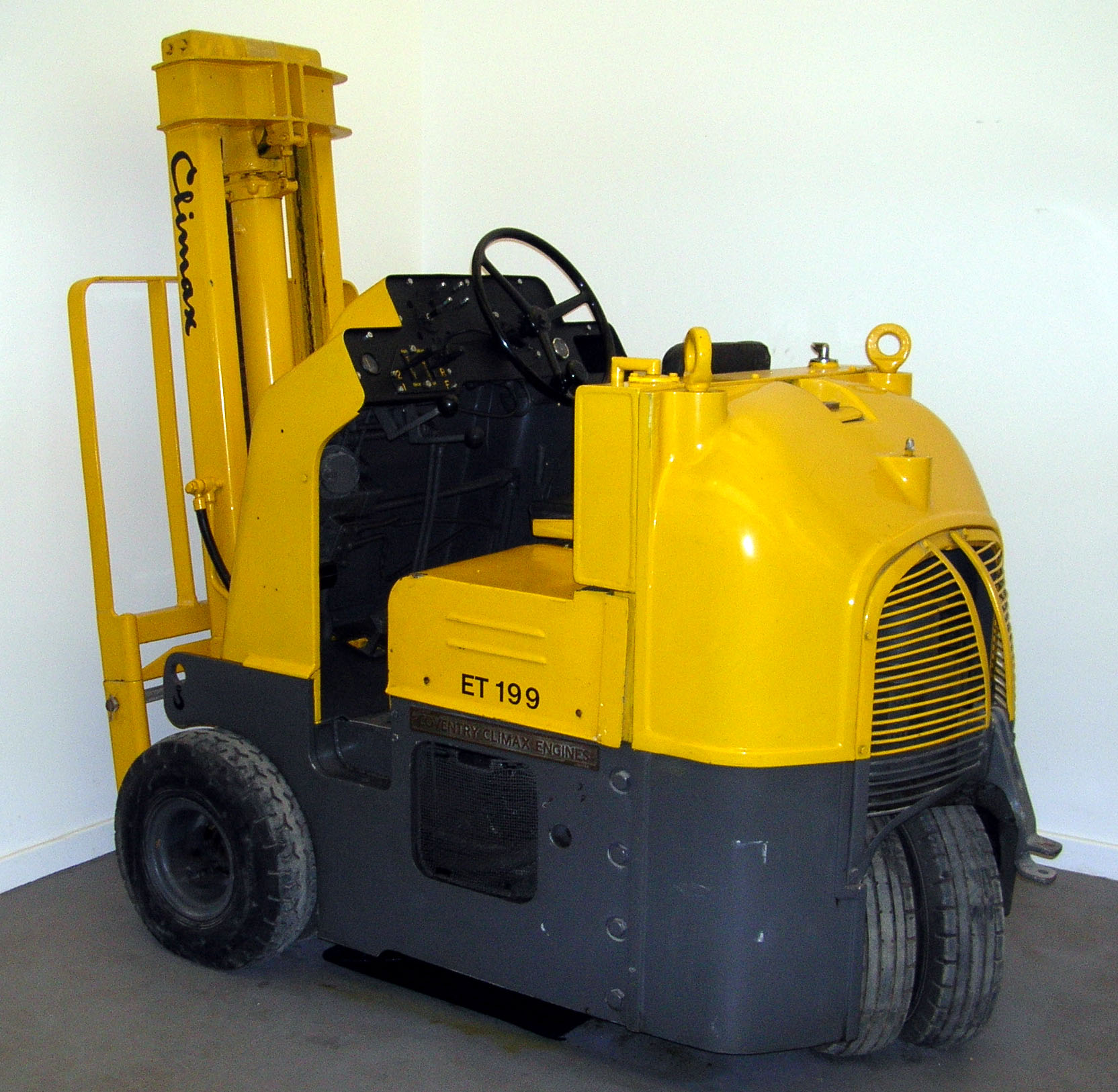
Coventry Climax ET 199 (модель 1949 года)

В конце 1940-х годов компания отошла от автомобильных двигателей и вышла на другие рынки, включая судовые дизельные двигатели и вилочные погрузчики, а также продолжила производить свои очень успешные пожарные насосы. В 1946 году был анонсирован вилочный погрузчик ET199, который по заявлению компании, был первым вилочным погрузчиком британского производства. ET199 был разработан для перевозки груза весом 4000 фунтов (1800 кг) с центром нагрузки 24 дюйма (610 мм) и высотой подъёма 9 футов (2,7 м).

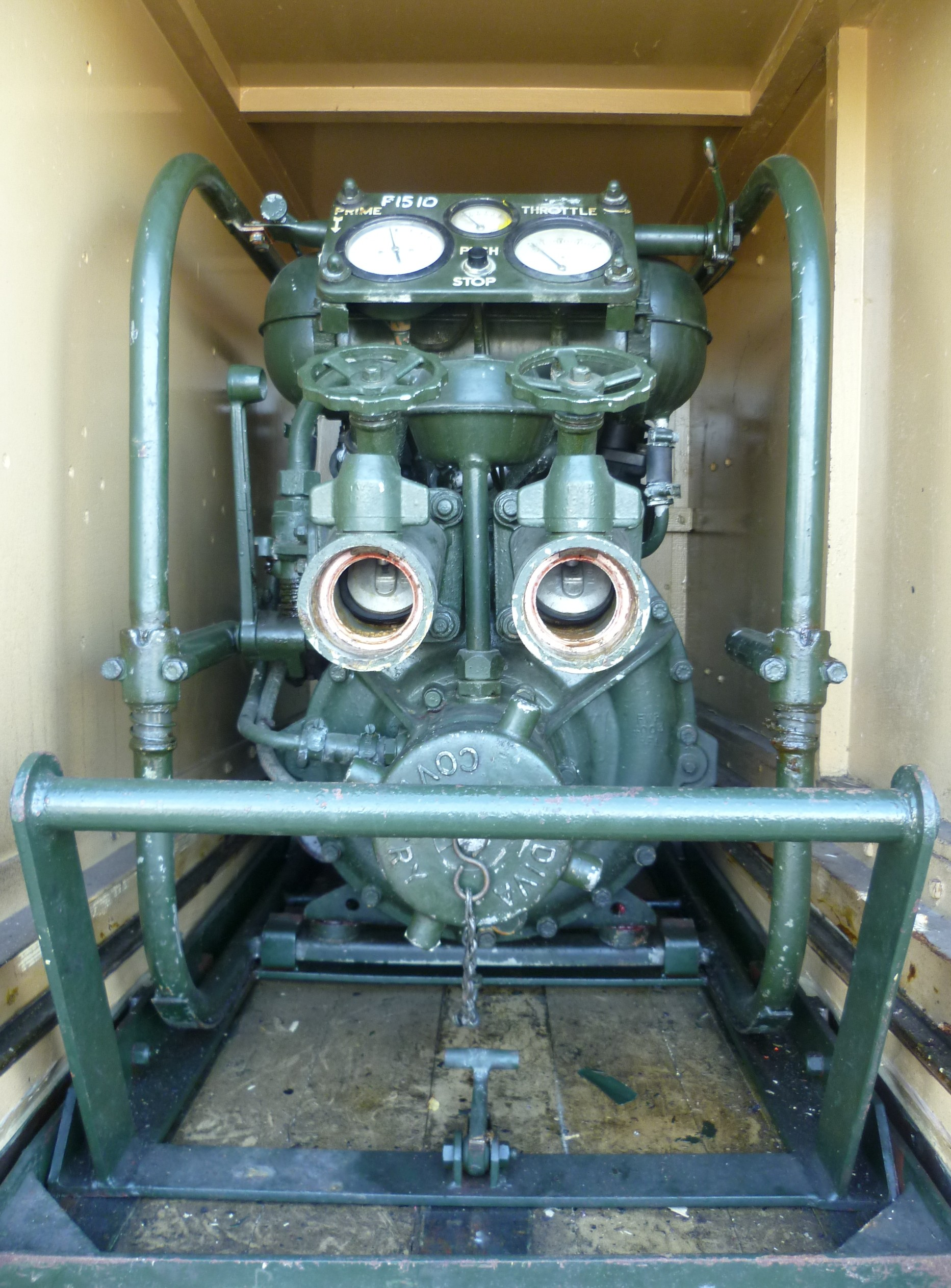
Пожарный насос Coventry Climax

В 1950 в ответ на амбициозный правительственный заказ на создание переносного пожарного насоса, способного перекачивать вдвое больше воды, чем указано в предыдущем заказе, при вдвое меньшем весе, был разработан новый легкий полностью алюминиевый двигатель с верхним распределительным валом. Он был обозначен как FW (Feather Weight — полулегкий двигатель). Двигатель был представлен на выставке автомобилей в Лондоне и привлек внимание гоночного сообщества своей очень высокой мощностью — «лошадиная сила на фунт веса». Двигатель привлек внимание Сирила Кифта и Колина Чепмена, и Леонард Ли пришел к выводу, что успех в соревнованиях может привести к увеличению числа клиентов для компании, и поэтому команда разработала FWA (Feather Weight for Automobiles).

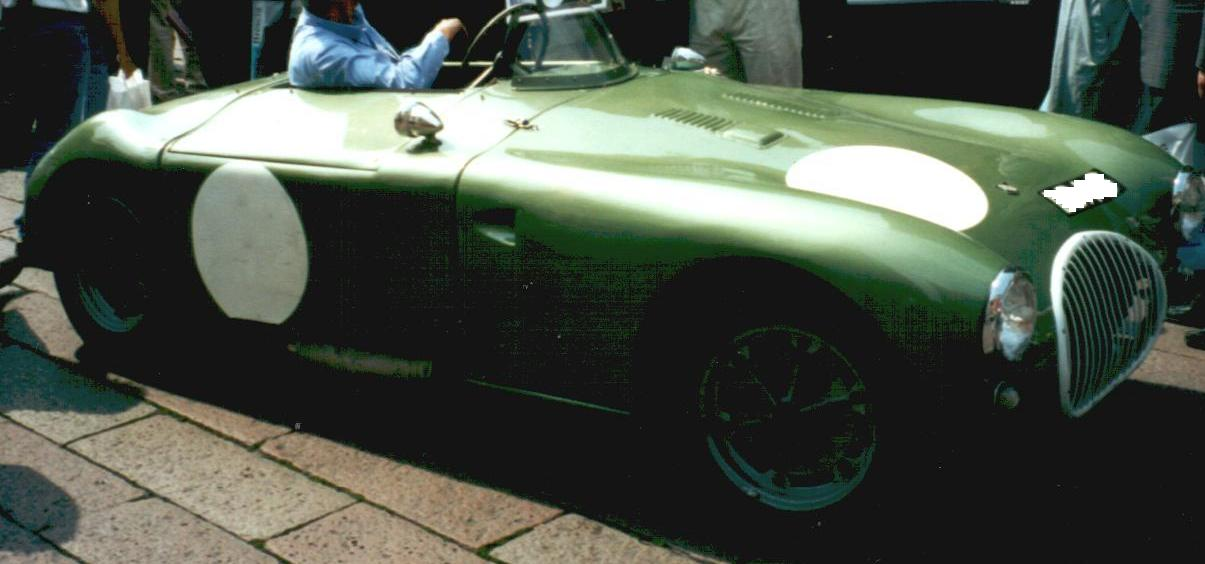
Kieft 1100 на гонке «24 часа Ле-Мана» 1954 года

Первой гонкой, где появился двигатель Coventry Climax, стала гонка «24 часа Ле-Мана» 1954 года. Он устанавливался на одну из двух учувствовавших в гонках машине Kieft 1100. FWA стал популярным в гонках спортивных автомобилей, за ним последовал Mark II, а затем FWB, который имел объём почти 1,5 литра. Новые правила Формулы-2 подходили для 1,5-литрового двигателя, и он быстро стал двигателем, который использовался в гонках Формулы-2. К 1957 году первые двигатели Climax начали появляться в Формуле-1 в задней части шасси Cooper.
После двигателей FWB появились FPF. На машине с таким 2-литровым двигателем Стрилинг Мосс одержал победу в гонке Формулы-1 в Аргентине в 1958 году. Однако в целом двигатели были недостаточно мощными, чтобы конкурировать с 2,5-литровыми агрегатами, и только после появления 2,5-литровой версии FPF в 1959 году Джек Брэбэм смог выиграть чемпионат мира на Cooper-Climax. В то же время компания выпустила двигатель FWE для Lotus Elite, и он пользовался значительным успехом в гонках, с серией побед в своем классе на гонках Ле-Мана в начале 1960-х годов.
В 1961 году появилась новая 1,5-литровая формула, и двигатель FPF получил новую жизнь, хотя компания начала работу над двигателем V8, обозначенным как FWMV, и он стал конкурентоспособным в 1962 году, в основном на шасси Lotus, Cooper, Brabham и Lola, причем Lotus Джима Кларка оказался самым успешным. Всего было одержано 22 победы в Гран-при до 1966 года с кросс-планными, плоско-планными, двух- и четырёхклапанными версиями FWMV. Когда была представлена новый 3-литровый мотор, Coventry Climax решила не строить двигатели для новой формулы и вышла из гонок после неудачного проекта FWMW, за исключением новой 2-литровой версии FWMV.
Также в начале 1960-х годов компания Coventry Climax обратилась к Rootes с предложением о массовом производстве FWMA для использования в компактном семейном автомобиле под названием Apex с двигателем с верхним распредвалом из алюминиевого сплава в сочетании с полностью синхронизированной алюминиевой трансмиссией. Такая комбинация считалась очень радикальной в то время, особенно синхронизация на всех передних передачах, которую Алек Иссигонис из BMC Mini объявил «невозможной». Внедрение в массовое производство прошло успешно, и проект вышел на рынок под названием 875cc Hillman Imp общим объёмом более 400 000 единиц, выпущенных к 1976 году, включая более позднюю версию 998cc.

### Последние годы
В 1962 году в Earls Court председатель Coventry Climax Леонард Пелэм Ли объявил об отказе от строительства двигателей Формулы-1, заявив, что компания теряет деньги и не получает достаточной рекламы от своего участия. Тем не менее, Coventry Climax оставалась в Формуле-1 до тех пор, пока не смогла придумать новый двигатель для трехлитровой формулы. В 1963 году компанию купила Jaguar Cars, которая в свою очередь объединилась с British Motor Corporation в 1966 году, образовав British Motor Holdings.
В мае 1964 года Королевский автомобильный клуб вручил Трофей Дьюара Леонарду Пелэму Ли, который вручается по рекомендации Технического и инженерного комитета RAC за самые выдающиеся достижения Великобритании в области автомобилестроения. Цитата гласит: «Присужден Coventry Climax Engines Ltd. за проектирование, разработку и производство двигателей, которые вывели британские автомобили на передовые позиции в области гонок Гран-при». История этого трофея восходит к 1906 году. В последний раз Трофей Дьюара вручался до 1964 года, его получателем стал Алек Иссигонис из British Motor Corporation в 1959 году за проектирование и производство ADO15 Mini.
В 1968 году BMH объединилась с Leyland Motor Corporation, образовав British Leyland Motor Corporation, которая затем была национализирована в 1975 году как British Leyland. Coventry Climax стала частью British Leyland Special Products Division, наряду с Alvis, Aveling-Barford и другими. В конце 1978 года British Leyland объединила Coventry Climax Limited, Leyland Vehicles Limited (грузовики, автобусы и тракторы), Alvis Limited (военные автомобили) и Self-Changing Gears Limited (трансмиссии для тяжелых условий эксплуатации) в новую группу под названием BL Commercial Vehicles (BLCV) под руководством управляющего директора Дэвида Абелла.
В начале 1970-х годов бизнес по производству пожарных насосов был продан обратно в частную собственность, и в Уорике была образована компания Godiva Fire Pumps. В 1977 году Coventry Climax приобрела бизнес по производству вилочных погрузчиков в Уоррингтоне у Rubery Owen Conveyancer, переименовав его в Climax Conveyancer .
В 1982 году BL продала бизнес по производству вилочных погрузчиков Coventry Climax обратно в частную собственность Coventry Climax Holdings Limited. Эммануэль Кей, председатель и крупный акционер Lansing Bagnall. сформировал компанию с целью приобретения Coventry Climax.
В 1986 году Coventry Climax перешла в режим банкротства и была приобретена Cronin Tubular. В 1990 году произошла ещё одна смена владельца, когда бизнес по производству двигателей был продан Horstman Defence Systems, тем самым разорвав связь с Ковентри. Kalmar Industries приобрела интересы Coventry Climax в области вилочных погрузчиков в 1985 году. Компания несколько лет торговала как «Kalmar Climax», но теперь торгует как Kalmar Industries Ltd. Торговая марка «Coventry Climax» является собственностью канадца Питера Шомера.